# رویال اوبه
رویال اوبه (انگلیسی: Royal Avebe) شرکت کشاورزی هلندی است، که در سال ۱۹۱۹ تأسیس شد.